# Contea di Sanilac
La contea di Sanilac, in inglese Sanilac County, è una contea dello Stato del Michigan, negli Stati Uniti. La popolazione al censimento del 2000 era di 44 547 abitanti. Il capoluogo di contea è Sandusky.

## Contee confinanti
- Contea di Huron - nord
- Contea di Huron (Ontario, Canada) - est
- Contea di St. Clair - sud
- Contea di Lapeer - sud-ovest
- Contea di Tuscola - ovest